# Šport u 1865.
◄◄ | ◄ | 1862. | 1863. | 1864. | 1865.  | 1866. | 1867. | 1868. | ► | ►►
Arhitektura • Astronomija • Biologija • Fotografija • Glazba • Kazalište • Kemija • Kiparstvo • Knjige • Književnost • Kršćanstvo • Meteorologija • Medicina • Planinarstvo • Politika • Pravo • Promet • Slikarstvo • Šport • Znanost • Željeznički promet
Šport u 1865.

## Svijet

### Osnivanja
- Nottingham Forest F.C., engleski nogometni klub

## Vanjske poveznice
|  | Zajednički poslužitelj ima još gradiva o temi Šport u 1865. |